# (5612) Невский
(5612) Невский (лат. Nevskij) — типичный астероид главного пояса, открыт 3 октября 1975 года советским астрономом Людмилой Черных в Крымской астрофизической обсерватории и 20 июня 1997 года назван в честь князя Александра Невского.

## Обнаружение и именование
(5612) Невский
Открыт 3 октября 1975 года в Научном Л. И. Черных.
Назван в честь новгородского князя Александра Ярославича (1220—1263) — проницательного политика и опытного военачальника русских войск, защищавшего северо-западную Русь от аннексии шведскими и немецкими феодалами. Был назван Невским за свою победу над шведскими войсками на реке Неве в 1240 году, а также знаменит своим поражением тевтонских рыцарей на Чудском озере в 1242 году.
Оригинальный текст (англ.)5612 Nevskij
Discovered 1975-10-03 by Chernykh, L. I. at Nauchnyj.
Named for Novgorod prince Aleksandr Yaroslavich (1220—1263), astute politician and skilled military leader of Russian troops who defended northwestern Russia from annexation by Swedish and German feudal lords. He was named Nevskij for his victory over Swedish troops at the Neva River in 1240, and he is also famous for his defeat of Teutonic knights at Chudskoe Lake in 1242.
Источники: DISCOVERY.DB; M.P.C. 30097.

## Орбита

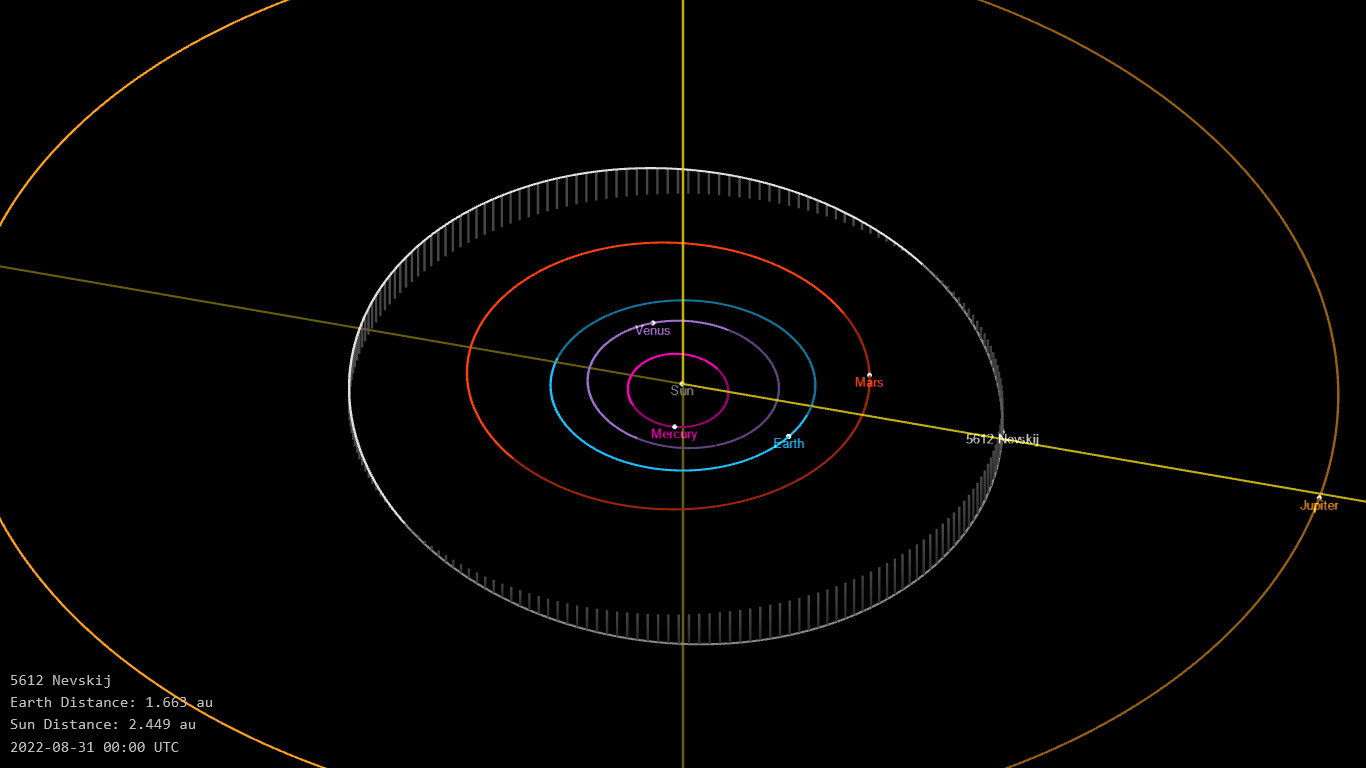
Орбита астероида Невский и его положение в Солнечной системе

## Физические характеристики
Астероид относится к таксономическому классу S.
По результатам наблюдений в видимом и ближнем инфракрасном диапазоне космического телескопа NEOWISE диаметр астероида оценивался равным 5,193±0,289 км. Согласно тем же источникам альбедо оценивается как 0,3437±0,0615 и 0,344±0,062.